# Gakgatla
Gakgatla é uma vila localizada no distrito Kweneng em Botswana. Possuía, em 2011, uma população estimada de 654 habitantes.